# 마르셀 바르보
마르셀 앙리 바르보(Marcel Henri Barbeault, 1941년 8월 10일 - )는 프랑스의 연쇄 살인자이다.
우아즈주 리앙쿠르 시(fr) 출신으로 항상 저녁이나 새벽에 범행을 저질러 Tueur de l'ombre→그림자의 살인자라는 별명을 가지고 있다. 바르보는 1970년대에 8명을 총으로 살해한 것으로 알려져 있으며, 1981년에 종신형을 선고받고 2009년 10월 현재 생 모르(fr) 교도소에 수감되어 있다.